# Mohács

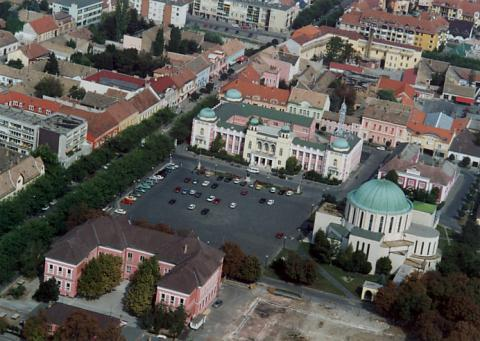
Luftaufnahme über Mohács mit dem Rathaus im Zentrum

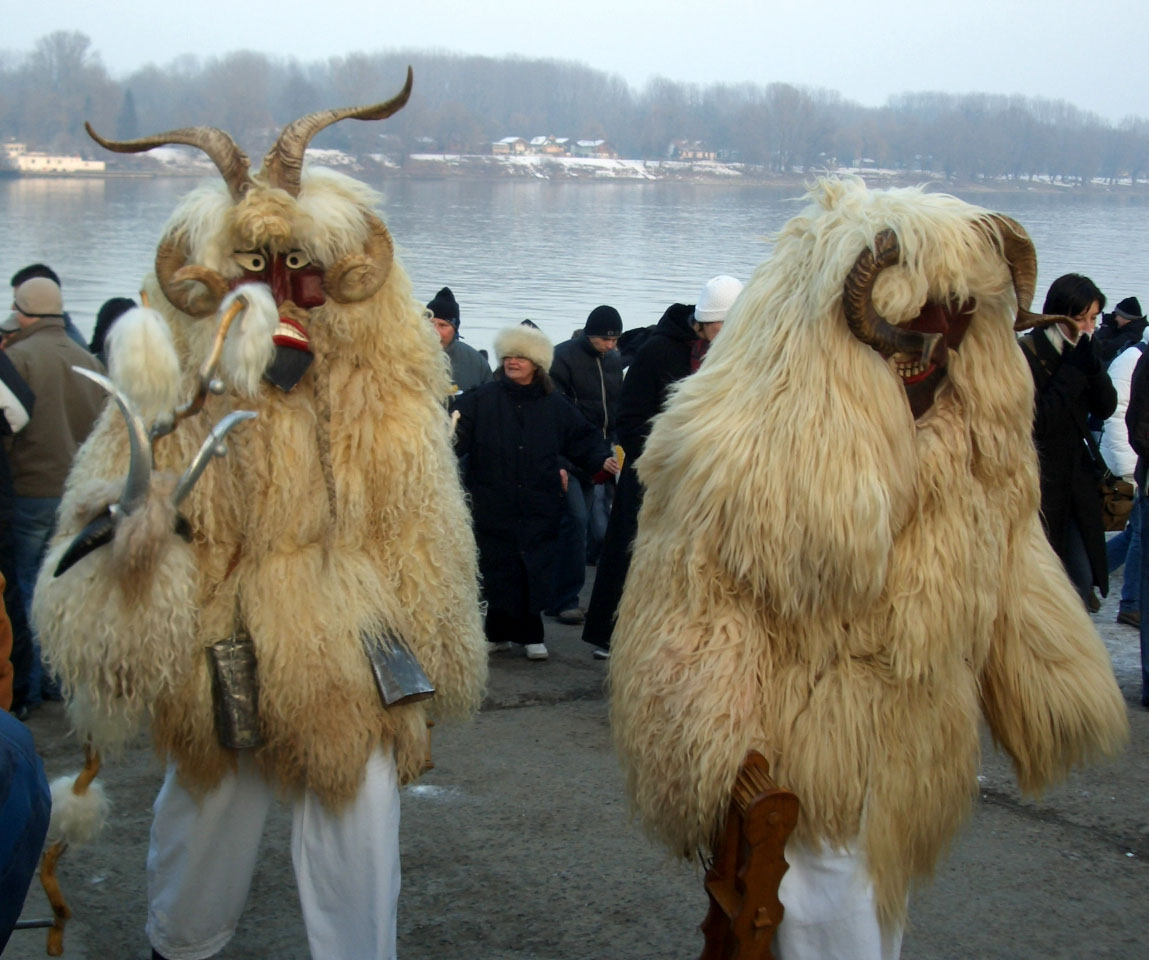
Typische Verkleidung zu Karneval

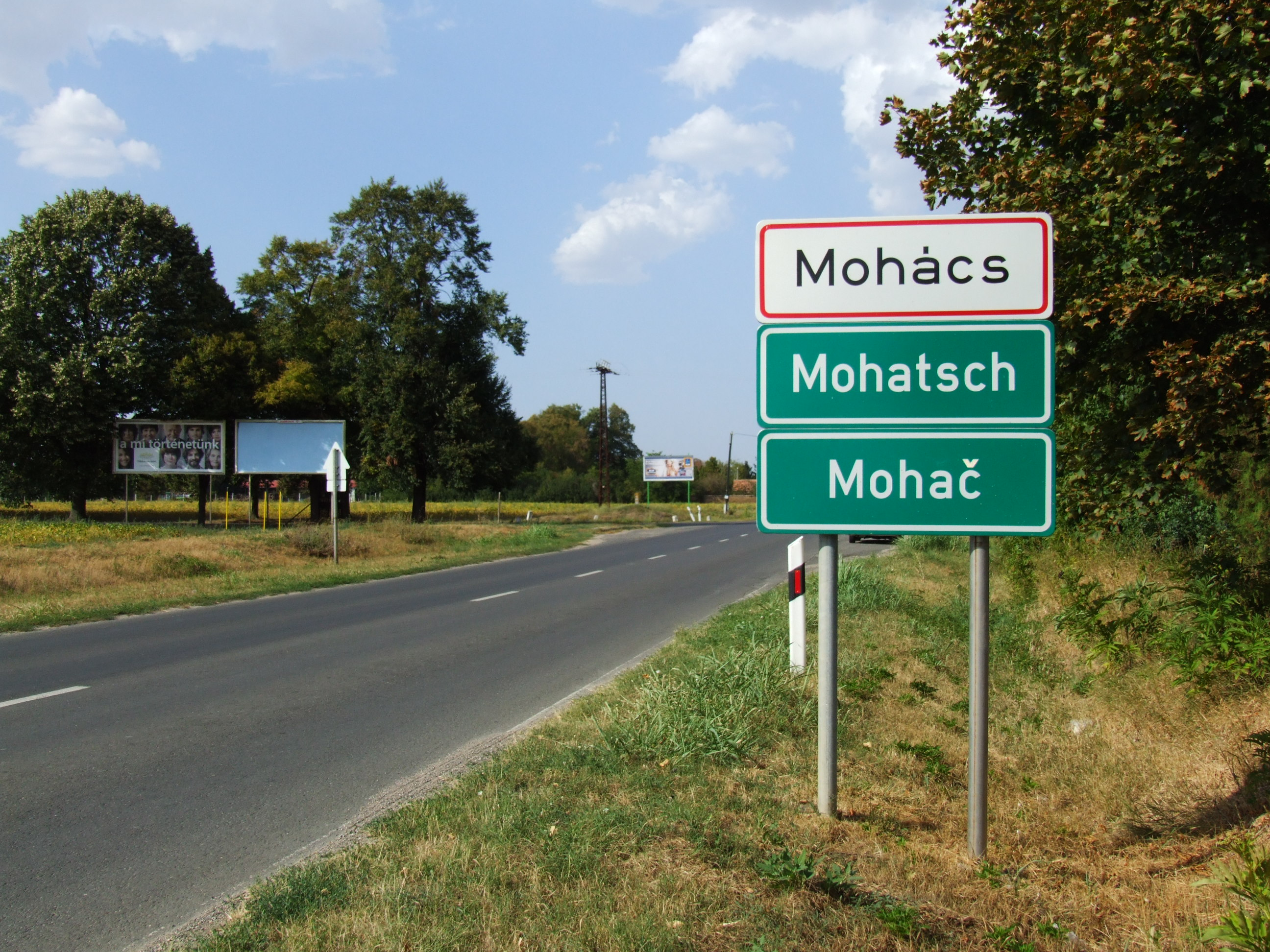
Dreisprachiges Ortsschild

Mohács [ˈmohaːʧ] (deutsch: Mohatsch, serbisch: Mohač, kroatisch: Mohač) ist eine ungarische Stadt im gleichnamigen Kreis am rechten Donauufer, in der Nähe der Grenze zu Kroatien und zu Serbien.
Überregional bekannt ist Mohács für den dortigen Karneval (Busójárás). Das sechstägige Faschingsfest gilt als das größte Ungarns und lockt alljährlich Zehntausende Schaulustige. Besonderen Wert wird dabei auf den Mummenschanz mit aufwendig geschnitzten Holzmasken gelegt. Ein wichtiger Träger der Veranstaltung sind die Ungarndeutschen. Die Stadt ist Grenzrevisionsstelle für Schiffe (talwärts ausreisend, bergwärts einreisend nach Ungarn).

## Geschichte
Geschichtlich berühmt wurde Mohács durch zwei Schlachten:
1. Schlacht bei Mohács (1526) – Die Osmanen besiegen die Ungarn.
2. Schlacht bei Mohács (1687) – Österreich besiegt das Osmanische Reich.

In Mohács lebten 1941 über 700 Juden, das waren etwa 4 Prozent der Bevölkerung. Nach der deutschen Besetzung Ungarns im März 1944 richtete die ungarische Verwaltung im Mai 1944 zwei Ghettos ein, in die die Juden aus der Stadt und der Umgebung gezwungen wurden. Anfang Juli wurden die Ghettoinsassen nach Pécs und von dort in das Konzentrationslager Auschwitz deportiert.
1949 war von den sowjetischen Besatzern geplant, in Mohács ein großes Stahlwerk zu bauen und es wurde mit ersten Arbeiten angefangen. Im Herbst wurde dann beschlossen, das Werk bei Dunaújváros zu bauen. Die Bauarbeiten wurden eingestellt und die Arbeiter in Mohács wurden aufgefordert, sich dorthin zu begeben.

## Bevölkerung
Neben der ungarischen Bevölkerungsmehrheit (laut Volkszählung 2001) leben in Mohács Angehörige der Ungarndeutschen, Kroaten, Roma sowie Serben.
Folgende Entwicklung der Einwohnerzahlen in den letzten Jahrzehnten hat stattgefunden:
| Jahr      | 1991   | 1995   | 2000   | 2005   | 2010   |
| --------- | ------ | ------ | ------ | ------ | ------ |
| Einwohner | 20.326 | 20.063 | 19.453 | 19.033 | 18.993 |

## Stadtbild
In der Hafenpromenade befindet sich ein aus Edelstahlleisten genietetes dreibeiniges Monument mit einem ganz oben eingeschriebenen Vierfachwürfel. Am Marktplatz, wo die Hafenpromenade in die Hauptstraße Jókai mór utca mündet, ließ die Stadt in den 1970er Jahren eine aus Sandstein und Bronze gefertigte Dreifaltigkeitssäule aufstellen.
Die meisten Wohnhäuser im Zentrum sind gut restauriert und stammen aus dem 20. Jahrhundert. Zu den Vororten hin dominieren eingeschossige Wohngebäude.
Der Ort verfügt insgesamt über acht Gotteshäuser: Votiv-Kirche (römisch-katholisch), die innerstädtische Pfarrkirche (römisch-katholisch), die Franziskanerkirche (römisch-katholisch), eine Bischofskirche (römisch-katholisch), eine reformierte Kirche, eine evangelische Kirche, eine serbisch-orthodoxe Kirche und die Kapelle St. Rochus.

## Städtepartnerschaften
- Beli Manastir, Kroatien
- Bensheim, Deutschland
- Beykoz, Türkei
- Câmpia Turzii, Rumänien
- Siemianowice Śląskie, Polen
- Wattrelos, Frankreich

## Persönlichkeiten

### Ehrenbürger
- Georg Stolle (1938–2020), Politiker und Bürgermeister von Bensheim, Ehrenbürger von Mohács (2019)

### Töchter und Söhne der Stadt
- Mátyás Tímár (1923–2020), Banker, Hochschullehrer und Politiker
- Otto Heinek (1960–2018), ungarndeutscher Journalist und Vorsitzender der Landesselbstverwaltung der Ungarndeutschen
- Robert Kovács (* 1976), ungarischer Pianist und Organist
- Norbert Michelisz (* 1984), ungarischer Rennfahrer
- Gréta Márton (* 1999), Handballspielerin